# Камптон (Кентаки)
Камптон (енгл. Campton) град је у америчкој савезној држави Кентаки.

## Демографија
По попису из 2010. године број становника је 441, што је 17 (4,0%) становника више него 2000. године.
| Група             | 2000.       | 2010.       |
| Белци             | 420 (99,1%) | 427 (96,8%) |
| Афроамериканци    | 0 (0,0%)    | 0 (0,0%)    |
| Азијати           | 0 (0,0%)    | 0 (0,0%)    |
| Хиспаноамериканци | 3 (0,7%)    | 6 (1,4%)    |
| Укупно            | 424         | 441         |